# Флавий Юлий Патриций
Флавий Юлий Патриций (? — 471) — восточноримский политический деятель, цезарь (младший император) в 470—471 годах.

## Биография
Патриций был третьим сыном военачальника аланского происхождения Аспара. Как и его отец и большинство германских народов, он был арианином.
Имя «Юлий Патриций», имеющее римское происхождение, позволяет предположить, что отец имел определенные планы по поводу своего сына вплоть до возведения его на императорский трон. В 459 году Патрикий занимал должность ординарного консула.
В 470 году, во время борьбы за власть между Аспаром и исаврийским полководцем Зеноном, Аспар убедил императора Льва I Макеллу назначить Патриция цезарем (то есть соправителем) и дать ему в жены свою дочь Леонтию. Однако при известии о назначении соправителем Льва арианина в Константинополе начались беспорядки возмущенного народа во главе с монахом Марцеллом. В результате Аспар и Лев вынуждены были обещать епископам, что Патриций перейдёт в православие, прежде чем стать императором, и женится на Леонтии только после этого.
В 471 году заговор привел к гибели Аспара и его старшего сына Флавия Ардавура Юниора. Вполне возможно, что Патриций был убит вместе с ними, хотя некоторые источники сообщают, что он оправился от ран. В любом случае, после этого эпизода, имя Патриция исчезает из источников. Его брак с Леонтией был аннулирован, а позже она вышла замуж за Маркиана.